# Salão da Igreja de Santiago

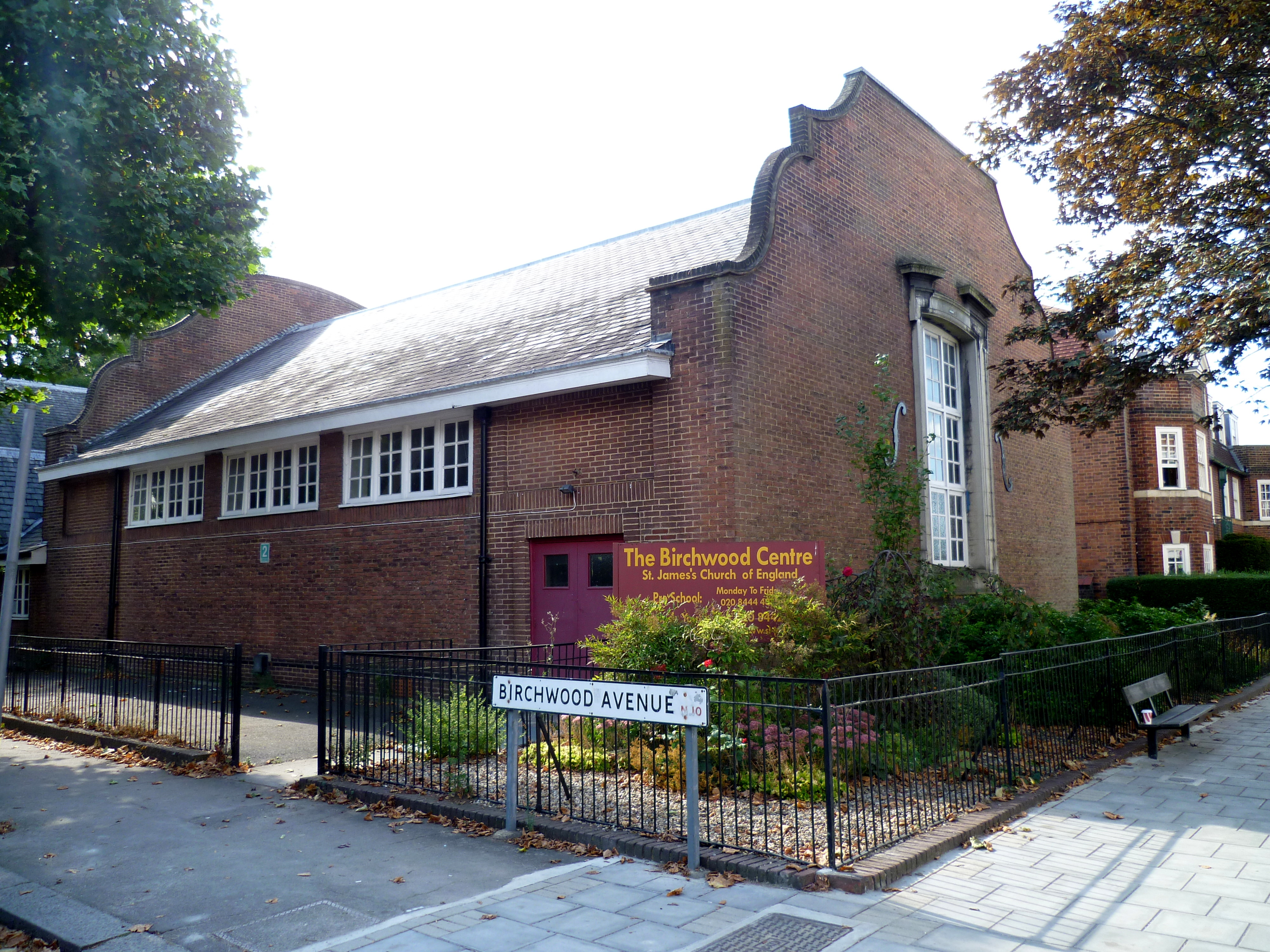
Salão da Igreja de Santiago

O Salão da Igreja de Santiago é um salão de igreja em Fortis Green Road, Muswell Hill, em Londres, e um edifício listado como grau II pela Inglaterra histórica. Foi construído em 1925 segundo um projecto de George Gray Wornum.